# Аларкон, Эдгар
Эдгар Арнольд Аларкон Техада (исп. Édgar Arnold Alarcón Tejada, 9 мая 1961, Арекипа — 14 мая 2024, Аякучо) — перуанский политический деятель, депутат Конгресса (2020—2021).

## Биография
Родился 9 мая 1961 года в Арекипе в семье Диего Аларкона Карпио и Нэнси Техады Эскобедо. Изучал бухгалтерский учёт в Национальном университете Святого Августина, получив степень бакалавра, а затем и профессиональную степень, однако позже выяснилось, что его диплом был поддельным. 9 июня 2016 года назначен генеральным контролёром Республики, однако 4 июля 2017 года снят с этой должности. 9 октября 2019 года Аларкон был представлен в качестве главного советника губернатора в региональном правительстве Арекипы, возглавляемом Эльмером Касересом Йика (исп. Élmer Cáceres Llica). 6 ноября подал в отставку с этой должности, осудив факты коррупции в региональном органе власти.
На парламентских выборах 2020 года он был избран конгрессменом от партии «Союз за Перу» от Арекипы; эту должность он занял 16 марта того же года. Кроме того, 21 апреля он был избран председателем Комиссии по надзору за деятельностью Конгресса в рамках чрезвычайного положения, введённого в связи с пандемией COVID-19 в Перу. Выступал за отставку президента Мартина Вискарры.
В апреле 2021 года он был отстранён от исполнения обязанностей конгрессмена Республики на время уголовного процесса против него по обвинению в коррупции в бытность генеральным контролёром Республики.
Погиб 14 мая 2024 года в возрасте 63 лет в результате аварии автобуса в Аякучо. В результате аварии погибли ещё двенадцать человек и четырнадцать получили ранения.